# Léon Coutil
Léon Marie Coutil, né le 13 octobre 1856 au hameau de Villers (Les Andelys) et mort le 24 janvier 1943 aux Andelys, est un peintre, graveur, archéologue et historien local français.
Après un début de carrière dans la gravure et le dessin, cet érudit normand s’oriente définitivement vers des travaux sur la préhistoire et l'archéologie normandes.

## Biographie
Après des études au lycée Corneille de Rouen il entre, sur les conseils de son père, à l'École des beaux-arts où il est l'élève de Jean-Léon Gérôme et de Félix Bracquemond. Dans un premier temps, il grave des reproductions d’artistes célèbres qu’il expose au Salon des artistes français. D'après ses propres dessins, il commercialise des menus, des cartes de bal… Il constitue aussi une importante collection d’estampes d'après Nicolas Poussin ; ainsi, il est en mesure d'ouvrir, en 1905, aux Andelys, ville natale du peintre, un musée dont il est le premier conservateur.
Il expose à la Société des artistes français de 1880 à 1883 pour la peinture et de 1880 à 1892 pour la gravure. 
En 1891, il expose à la XXXIIe exposition municipale des Beaux-Arts de Rouen.
À partir de 1892, il se consacre aux recherches préhistoriques et antiques en Normandie. Il fonde en 1893 la Commission des antiquités du département de l'Eure puis la Société normande d'études préhistoriques. Enfin, en 1904, la société préhistorique de France compte son nom, au titre de correspondant de l'Instruction publique, parmi ses membres fondateurs ; il en exerce en outre la présidence en 1911 et 1927.
Sur le terrain, il participe à de nombreuses fouilles archéologiques, principalement en Normandie et dans des domaines assez variés, de la Préhistoire à la période médiévale. Il est, avec l'abbé Cochet et Léon de Vesly, un acteur incontournable et pionnier de l'archéologie normande malgré des méthodes parfois expéditives qui suscitent quelques controverses à l'époque et à la suite desquelles il quitte la Société normande d'études préhistoriques. Ses travaux lui valent toutefois d'être nommé officier d'Académie en 1901 puis officier de l'Instruction publique en 1912.
Il meurt le 24 janvier 1943.

## Distinctions
- Officier d'académie (1901)
- Officier de l'Instruction publique (1912)

## Quelques fouilles importantes
| - Éclat Levallois - Les Andelys. - Éclat Levallois - Les Andelys. |

Léon Coutil découvre le tumulus protohistorique de la Hogue à Fontenay-le-Marmion (Calvados) qu'il fouille de 1904 à 1908 et l'allée couverte de Vaudancourt dans l'Oise en 1919.
Cependant, c'est surtout dans l'Eure qu'il concentre ses recherches archéologiques :
- Identification du théâtre, de l'habitat et des thermes gallo-romains de Pîtres entre 1899 et 1910[8] ;
- Mise au jour en 1911 de plusieurs monuments du site de Saint-Aubin-sur-Gaillon[9] ;
- Découverte et fouille en 1927 d'un grand théâtre antique à Noyers-sur-Andelys, classé comme monument historique l'année suivante[10], et d'une villa agraria sur le même site[11] ;
- Fouille de la nécropole gauloise puis gallo-romaine du Mesnil-de-Poses en 1931[12].

Les collections d'objets de fouilles réunies par Léon Coutil sont données au musée d'Évreux, au musée de Louviers et une salle Léon-Coutil au musée Nicolas-Poussin des Andelys présente un panorama de ses recherches archéologiques dans la région.

## Publications
Léon Coutil publia une masse considérable de documents dans diverses revues historiques comme le Bulletin de la Société normande d’études préhistoriques, le Bulletin de la Société d'études diverses de Louviers, le Bulletin Monumental, etc.
Une grande partie de ses travaux ont été regroupés en volumes :
- Étude d'archéologie préhistorique, gauloise, mérovingienne et carolingienne, 2 volumes, 1917-1935 ;
- Inventaire des monuments mégalithiques des départements normands, 3 volumes, 1895-1899 ;
- L'Âge du bronze en Normandie, 4 volumes, 1892-1923 ;
- L'Époque gauloise dans le sud-est de la Belgique et le nord-est de la Celtique, 2 volumes, 1902 ;
- Les Casques proto-étrusques et gaulois, 1914.

La Bibliothèque nationale de France recense 309 ouvrages répondant au nom de Coutil.

## Œuvre picturale
Selon René Édouard-Joseph:
- Le fils du Titien (d'après Albert Maignan) (eau-forte)
- Le Retour des Glaneuses (d'après Jules Breton) (eau-forte)
- La Fin du jour (d'après Jules Breton) (eau-forte)
- La Comédie (d'après Marie Bracquemond) (eau-forte)

## Œuvres dans les collections publiques
- Les Andelys
  - Musée Nicolas-Poussin